# 西江千户苗寨

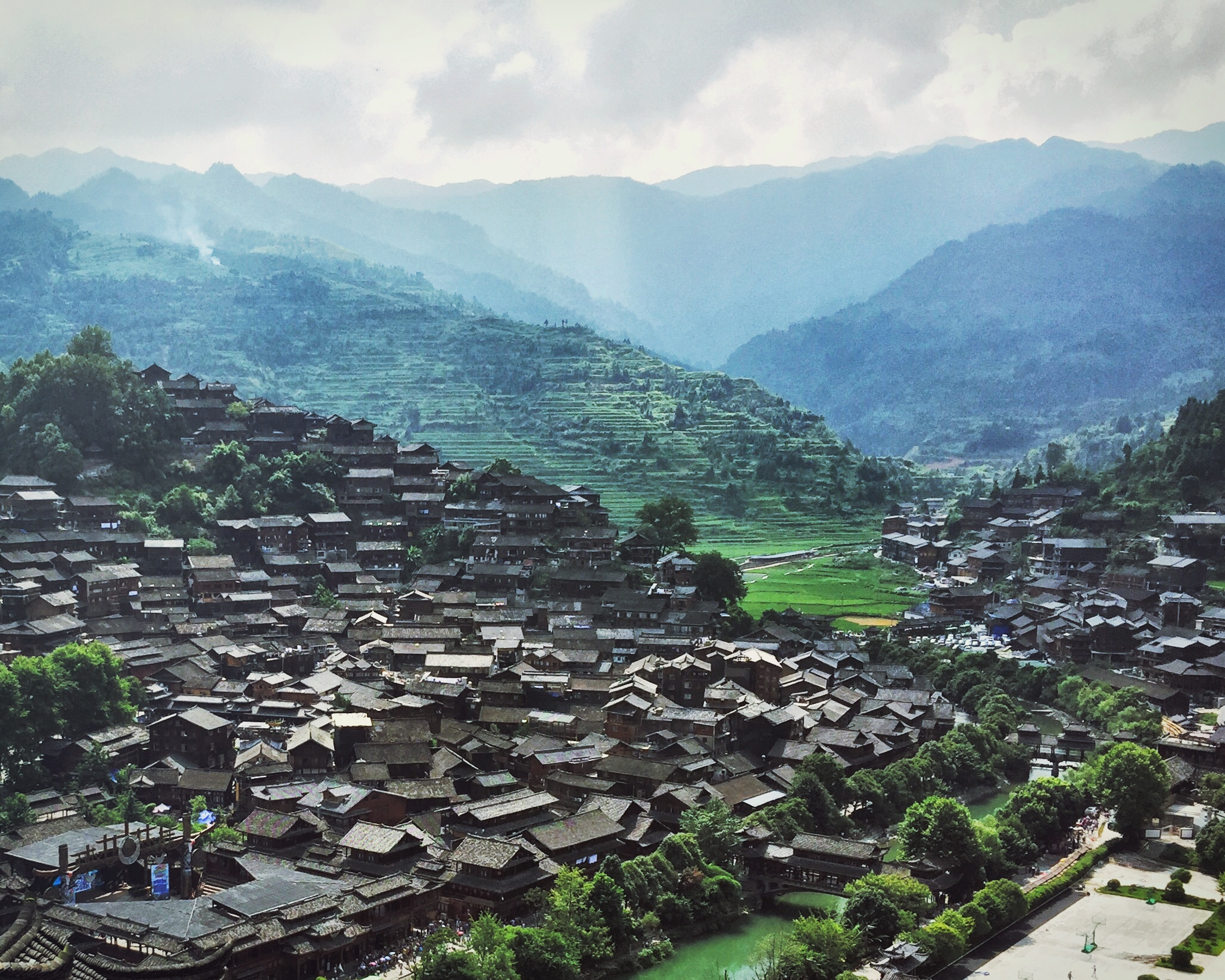
西江千户苗寨

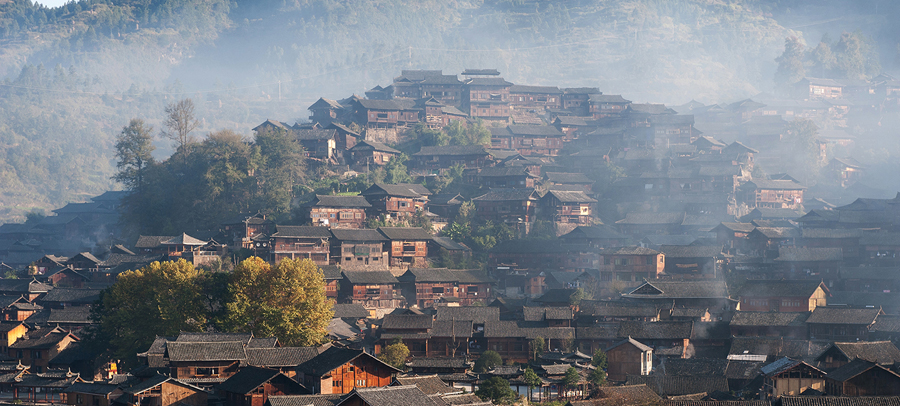
西江千戶苗寨

西江千户苗寨位于贵州省黔东南苗族侗族自治州雷山县西江镇，坐落在雷公山麓、白水河畔，由羊排、东引、南贵等10余个依山而建的自然村寨连片构成，是中国现存最大的苗族聚居村寨，其历史可追溯至2000多年前苗族第五次大迁徙时期。据2005年统计，西江千户苗寨共有居民1288户、6000人，其中苗族人口占99.5%。西江千户苗寨保存有典型的苗族建筑、服饰、银饰、语言、饮食、传统习俗。寨内建筑以木质吊脚楼为主，分为平地吊脚楼与斜坡吊脚楼两类，采用穿斗式歇山顶结构；一般分为三层，底层储放农具、饲养牲畜，二层为生活起居区域，三层用于存放粮食；“苗寨吊脚楼营造技艺”于2006年列入国家级非物质文化遗产名录。2011年被评为国家4A级景区。